# Deirdre Demet-Barry
Deirdre Demet-Barry, née le 8 octobre 1972 à Milwaukee, est une coureuse cycliste américaine. Elle a notamment gagné deux épreuves de Coupe du monde de cyclisme sur route, en 1996 à Sydney et en 2002 à Montréal, a été deux fois médaillée du championnat du monde du contre-la-montre par équipes en 1993 et 1994, et a remporté la médaille d'argent du contre-la-montre des Jeux olympiques de 2004.

## Biographie
Deirdre Demet est la cadette des huit enfants de sa famille. Elle grandit à Milwaukee. Durant sa jeunesse, elle pratique le patinage artistique. Elle est très active et fait également de la natation, de la gymnastique, joue du piano, de la danse et du chant. À partir de l'âge de 8 ans, suivant les conseils d'un entraîneur, elle se tourne ensuite vers le patinage de vitesse. En highschool, elle joue également au football. Elle fait partie de l'équipe des États-Unis de patinage de vitesse de 1987 à 1991 et participe aux championnats du monde entre 1988 et 1991.
Pratiquant le cyclisme dans le cadre de ses entraînements, Deirdre Demet acquiert en 1989 le titre de championne du monde sur route juniors. Elle délaisse le patinage. Elle est médaillée d'argent puis de bronze du contre-la-montre par équipes aux championnats du monde de 1993 et de 1994. Elle remporte ensuite notamment le Women's Challenge (1995), le championnat des États-Unis sur route (1996), et une manche de la Coupe du monde de cyclisme sur route à Sydney en 1998.
Déçue de n'avoir pas été sélectionnée pour les Jeux olympiques en 1996 et 2000, elle ne court pas en 2001.

### Saison 2002
Elle revient à la compétition en 2002. Cette année-là, elle gagne aussi la Coupe du monde cycliste féminine de Montréal en s'échappant dans le dernier tour avec Anna Millward et s'en distançant dans la dernière ascension. Aux championnats des États-Unis contre-la-montre, elle est quatrième.

### Saison 2003
En avril, sur la Redlands Bicycle Classic, Dede Barry s'échappe avec Ina-Yoko Teutenberg dans la première étape et termine deuxième. Sur la Sea Otter Classic, Dede Barry attaque dans le final de la première étape, mais est suivie par Geneviève Jeanson qui la bat au sprint. Sur la dernière étape, Dede Barry est cinquième. Aux championnats des États-Unis contre-la-montre, Deidre Barry termine deuxième. Aux championnats du monde, Deirdre Barry représente les États-Unis sur le contre-la-montre. Elle finit huitième. Sur l'épreuve en ligne, Dede Demet-Barry souffre de crampes mais est onzième.

### Saison 2004
En mai 2004, elle s'impose sur le contre-la-montre individuel de la deuxième étape du Tour de l'Aude et prend la tête du classement général. Sur le deuxième contre-la-montre de l'épreuve, Deirdre Barry est première et reprend la tête du classement général. Sur la neuvième étape, elle perd quatre minutes et le maillot de leader. Sur les championnats américains contre-la-montre, Deirdre Barry obtient la médaille de bronze. Au mois d'août, sur le Tour de Bochum, Deirdre Barry parvient à s'échapper pour s'imposer avec trente-six secondes d'avance. Elle participe ensuite aux Jeux olympiques à Athènes. Elle y remporte la médaille d'argent du contre-la-montre. Aux championnats du monde 2004, Deirdre Demet-Barry est sélectionnée pour l'épreuve contre-la-montre. Elle termine quatorzième.

## Vie privée
Deirdre Demet-Barry est mariée au cycliste canadien Michael Barry qu'elle a rencontré en 1997 par l'intermédiaire de Clara Hughes. Ils ont d'abord été longtemps amis. Quand ils étaient professionnels, ils habitaient en Europe en Espagne. Leur fils Ashlin est également coureur cycliste.

## Palmarès
| - 1989 - Championne des États-Unis sur route juniors - Championne des États-Unis du contre-la-montre juniors - Championne du monde sur route juniors - 1991 - Natural State Stage Race - 5e étape du Women's Challenge - 2e du Women's Challenge - 1993 - Médaillée d'argent du championnat du monde du contre-la-montre par équipes - 1994 - Killington Stage Race - Classement général - 1re et 3e étapes - 4e étape du Women's Challenge - 2e du championnat des États-Unis sur route - Médaillée de bronze du championnat du monde du contre-la-montre par équipes - 3e de la Liberty Classic - 1995 - Médaillée d'or du contre-la-montre au championnat Panaméricain - 9e et 10e étapes du Tour de l'Aude cycliste féminin - 6e et 12e étapes du Women's Challenge - Women's Challenge - 3e du championnat des États-Unis du contre-la-montre - 1996 - Championne des États-Unis sur route - 3e du Women's Challenge - 3e de la Redlands Bicycle Classic - 1997 - Grand Prix féminin du Canada - Tour de Toona - 5e étape de la Redlands Bicycle Classic - 2e du championnat des États-Unis du contre-la-montre - 3e du championnat des États-Unis sur route | - 1998 - USA Cycling National Racing Calendar - Coupe du monde de Sydney - Canberra Women's Classic - 3e de la Coupe du monde de cyclisme sur route - 3e du championnat des États-Unis sur route - 1999 - 2e étape de la Redlands Bicycle Classic - 2000 - 7e du championnat du monde sur route - 2002 - Coupe du monde cycliste féminine de Montréal - 2e du Tour du Grand Montréal - 3e de la Liberty Classic - 2003 - 5e étape du Tour de Toscane féminin-Mémorial Michela Fanini - 2e du championnat des États-Unis du contre-la-montre - 8e du championnat du monde du contre-la-montre - 2004 - 2e et 6e étapes du Tour de l'Aude cycliste féminin - Sparkassen Giro Bochum - Médaillée d'argent du contre-la-montre aux Jeux olympiques - 3e du championnat des États-Unis du contre-la-montre |

## Classement UCI
| Année          | 1998 | 1999 | 2000 | 2001 | 2002 | 2003 | 2004 |
| Classement UCI | 11e  | -    | 38e  | -    | 31e  | 20e  | 15e  |